# Arkeologisk tidsindelning
De arkeologiska periodernas tidsindelning varierar kraftigt från region till region. Nedan presenteras en lista uppdelad efter kontinenter och regioner. Eftersom dateringar också ofta varierar lokalt, och ibland är omstridda, så presenteras endast en generell bild här nedan.
På många platser används Thomsens treperiodsystem, som indelar förhistorien i:
- Stenåldern
- Bronsåldern
- Järnåldern

På många platser används inte längre begreppet stenålder, då det har ersatts av mer specifika geologiska perioder. Så är dock inte fallet i Sverige som istället valt att dela in i delperioder. På vissa platser behöver också treperiodsystemet kompletteras med kopparstenålder mellan sten- och bronsåldern. För kulturer med liten inhemsk metallhantering, används andra indelningar. Exempel på detta är den nordamerikanska indelningen: 
1. Paleoindiansk tid
2. Arkaisk tid
3. Förklassisk tid
4. Klassisk tid
5. Postklassisk tid

Historisk tid åsyftar den del av människans historia då skriftspråket har använts.  Historiska källor ger ofta en inblick i politiska skeenden och tillåter därför indelningar efter härskare/dynastier eller liknande. Sådana indelningar gäller per definition endast inom det område som omfattas av härskaren eller dynastin. Exempel på sådana indelningar är Mingperioden, frihetstiden, efterreformatorisk tid o.dyl. I Sverige brukar man dela in den historiska tiden i:
- Medeltid
- Efterreformatorisk tid
- Nyare tid

Arkeologiska perioder - efter kontinent och region
| Kontinenter  | Regioner               | Övergripande perioder |
| ------------ | ---------------------- | --- |
| Afrika       | Nordafrika             | Paleolitikum Epipaleolitikum Neolitikum (ca 7500 f. Kr.) Järnåldern Romartid |
| Afrika       | Afrika söder om Sahara | Tidig stenålder Mellanstenålder Sen stenålder Neolitikum (ca 4000 f. Kr.) |
| Asien        | Främre orienten        | Stenåldern (2 000 000 f. Kr. - 3300 f. Kr.) Bronsåldern (3300 f. Kr. - 1200 f. Kr.) Järnåldern (1200 f. Kr. - 586 f. Kr.) Historiska perioder (586 f. Kr. - nutid) |
| Asien        | Sydasien               | |
| Asien        | Östasien               | Neolitikum (ca 6000 f. Kr.) |
| Asien        | Nordasien              | |
| Asien        | Korea                  | Paleolitikum (ca 40 000/30 000 f. Kr. - ca 8000 f. Kr.) Jeulmunkeramisk tid (ca 8000 f. Kr. - 1500 f. Kr.) Mumunkeramisk tid (ca 1500 f. Kr. - 300 f. Kr.) Protohistorisk tid (ca 300 f. Kr. - 300/400 e. Kr.) De tre Koreanska kungadömena (ca 300/400 e. Kr. - 668 e. Kr.) |
| Asien        | Japan                  | Paleolitikum (ca 100 000 f. Kr. - 10 000 f. Kr.) Jomon-perioden (ca 10 000 f. Kr. - 300 f. Kr.) Yayoi-perioden (ca 300 f. Kr. - 250 e. Kr.) Yamato-perioden (ca 250 f. Kr. - 710 f. Kr.) |
| Amerika      | Nordamerika            | Paleoindiansk tid (före 8000 f. Kr.) Arkaisk tid (ca 8000-1000 f. Kr.) Förklassisk tid (ca 1000 f. Kr. - 500 e. Kr.) Klassisk tid (ca 500 e. Kr. - 1200 e. Kr.) Postklassisk tid (ca 1200 e. Kr. - 1900 e. Kr.) |
| Amerika      | Mellanamerika          | Paleoindiansk tid (före ca 8000 f. Kr.) Arkaisk tid (ca 8000-1000 f. Kr.) Förklassisk tid (ca 1000 f. Kr. - e. Kr. 250) Klassisk tid (250 e. Kr. - 900 e. Kr.) Postklassisk tid (900 e. Kr. -1515 e. Kr.) |
| Amerika      | Sydamerika             | Paleoindiansk tid (före ca 8200 f. Kr.) Arkaisk tid (ca 8200 - 1000 f. Kr.) Förklassisk tid (ca 1000 f. Kr. - e. Kr. 500) Klassisk tid (ca 500 e. Kr. - 1200 e. Kr. ) Postklassisk tid (ca 1200 e. Kr. - 1900 e. Kr.) |
| Australasien | Australien             | |
| Australasien | Nya Zeeland            | Arkaisk tid (1000 e. Kr. - 1350/1650 e. Kr.) Klassisk tid (1350 e. Kr. - 1800 e. Kr.) eller (1650-1800 på östra Sydön) |
| Australasien | Oceanien               | |
| Europa       | Sverige                | Stenålder (ca 14 000 f. Kr. - 1800 f. Kr.) Paleolitikum (ca 14 000 f. Kr. - 9500 f. Kr.) Mesolitikum (ca 9500 f. Kr. - 4100 f. Kr.) Neolitikum (ca 4000 f. Kr. - 1800 f. Kr.) Bronsålder (ca 1800 f. Kr. - 500 f. Kr.) Äldre Bronsålder (1800 f. Kr. - 1100 f. Kr.) Yngre Bronsålder (1100 f. Kr. - 500 f. Kr.) Järnåldern (500 f. Kr. - ca 1000 e. Kr.) Förromersk järnålder (500 f. Kr. - 0 f. Kr./e. Kr.) Romersk järnålder (0 f. Kr./e. Kr. - 400 e. Kr.) Folkvandringstid (400 e. Kr. - 600 e. Kr.) Vendeltiden (600 e. Kr. - 800 e. Kr.) Vikingatiden (800 e. Kr. - 1050 e. Kr.) Medeltiden (1050 e. Kr. - 1500 e. Kr.) Efterreformatorisk tid (1500 e. Kr. - 1800 e. Kr.) Nyare tid (1800 e. Kr. - nutid) |
| Europa       | Nordeuropa             | Paleolitikum Mesolitikum Neolitikum Bronsåldern Järnåldern Romersk järnålder (ca 0 f. Kr./e. Kr. 1 - 400) Germansk järnålder (ca 400 - 800 e. Kr.) Vikingatiden (ca 800 - 1066 e. Kr.) Medeltiden (1066 e. Kr. - ca 1500 e. Kr.) Efterreformatorisk tid (1500 e. Kr. - 1800 e. Kr.) Nyare tid (1800 e. Kr. - nutid) |
| Europa       | Västeuropa             | Paleolitikum Mesolitikum Neolitikum Järnåldern Romartiden Tidig medeltid (ca 400 e. Kr. - 800 e. Kr.) Medeltiden (800 e. Kr. - ca 1500 e. Kr.) Efterreformatorisk tid (ca 1500 - ca 1800 e. Kr.) Nyare tid (1800 e. Kr. - nutid) |
| Europa       | Balkan                 | Paleolitikum Epipaleolitikum Neolitikum Kalkolitisk tid Bronsåldern Järnåldern Hellenistisk tid Romartiden Bysantinsk tid |